# Przedłęcze
Przedłęcze – wieś w Polsce położona w województwie łódzkim, w powiecie sieradzkim, w gminie Brąszewice.
W latach 1975–1998 miejscowość administracyjnie należała do województwa sieradzkiego.

## Zabytki
Według rejestru zabytków Narodowego Instytutu Dziedzictwa na listę zabytków wpisany jest obiekt:
- wiatrak, nr rej.: 331/10/86 z 3.10.1986

## Straż pożarna
W 1956 r. we wsi została założona ochotnicza straż pożarna. Ziemię pod budowę remizy ofiarowali mieszkańcy wsi.

## Rolnictwo
Przedłęcze jest wsią o charakterze typowo rolniczym. Przeważają grunty 5-6 klasy. Kilka nowoczesnych gospodarstw specjalizuje się w produkcji mleka.